# Katona Mari
Katona Mari (New Milford, Connecticut, 1939. április 4.) modell, manöken.

## Élete
Az 1970-es és az 1980-as évek egyik nagy kedveltje volt, modell, sztármanöken. 
Manöken volt a Kézműipari Vállalatnál, de részt vett nagyobb divatbemutatókon külföldön és belföldön is egyaránt. Nyugati munkájuk csak azoknak volt, akiknek volt útlevelük, akiknek nem voltak kapcsolataik, a többieknek maradt a keleti blokk meg a hazai rendezvények. Abban az időben igen keveseknek adatott meg a külföldre való utazás, a divatszakma akkori sztárjai azonban hamar kijuthattak a divatvilág fellegváraiba, Milánóba és Párizsba. Minden korszakban voltak kedvencek, akik hosszabb-rövidebb időre kiküldetésbe mehettek, mint például Bodó Sztenya, vagy Katona Mari. Katona Mari külföldi sikereiben nagy része volt a divatvilág akkori nagyasszonyának, Rotschild Kláranak. 
Modellként a divatszakma legrangosabb eseményein vett részt. Így például a  Magyar Divat Intézet, az Országos Kisiparosok Szövetsége (OKISZ Labor), a  Budapest Szalon  és a Rotschild Klára Clara Szalon nagy bemutatóin. 
Már az 1960-as években az Ez a Divat címlapján volt, az elsők között, és egyéb újságokban volt látható. Többen fotózták, például Komlós Lili, Balassa Ferenc is.